# Wacissa
Wacissa è una comunità non incorporata della contea di Jefferson nello stato della Florida, negli Stati Uniti d'America. Si estende su una superficie di 9,9 km². Nell'anno 2000 contava 380 abitanti in 153 unità abitative. Conta quattro cimiteri e cinque luoghi di culto. A poche miglia a sud della città nasce l'omonimo fiume.